# Rafael Contreras y Muñoz
Rafael Contreras y Muñoz, född 16 januari 1827 i Granada, död 1890, var en spansk arkitekt och konsthistoriker.
Efter att redan i relativt unga år ägnat sig åt liknande arbeten erhöll Contreras y Muñoz 1852 uppdraget att restaurera Alhambra, för vilket han är mest känd. Han var även en framstående forskare om arabisk konst och skrev El arte árabe en España (Madrid, 1875, flera senare utgåvor).